# Sor Juana Inés de la Cruz
Sor Juana Inés de la Cruz (hrv. Sestra Juana Inés de la Cruz) meksička je crno-bijela telenovela iz 1962. godine. Redatelj ove serije je bio meksički glumac Ernesto Alonso. Glavni lik telenovele je meksička redovnica Juana Inés de la Cruz (1651. – 1695.), koju je glumila španjolska glumica Amparo Rivelles („kraljica meksičkih telenovela”).

## Glumci
- Amparo Rivelles – Juana Inés de la Cruz
- Guillermo Murray – Fabio de los Sonetos
- Julio Alemán
- Augusto Benedico
- Ariadna Welter
- Anita Blanch
- Andrea Palma
- Jacqueline Andere
- José Gavaéz
- Manuel Calvo
- Luis Bayardo
- Fernando Mendoza
- Armando Calvo
- Emilia Carranza
- Ada Carrasco
- Malena Doria